# Min lycka
Min lycka (franska: Le Bonheur) är en fransk dramafilm från 1965 i regi av Agnès Varda.

## Utmärkelser
Min lycka vann Louis Delluc-priset 1964.
Filmen vann även Juryns stora pris vid Filmfestivalen i Berlin 1965.

## Rollista i urval
- Jean-Claude Drouot - François Chevalier
- Claire Drouot - Thérèse Chevalier
- Olivier Drouot - Pierrot Chevalier
- Sandrine Drouot - Gisou Chevalier
- Marie-France Boyer - Émilie Savignard
- Marc Eyraud - Joseph Chevalier
- Paul Vecchiali - Paul
- Manon Lanclos - Mme. Mesquier
- Sylvia Saurel - Yvette Mercier